# 亞歷山德羅·根蒂爾
亞歷山德羅·根蒂爾（義大利語：Alessandro Gentile，1992年11月12日—），意大利籃球運動員。他現在效力於意大利籃球聯賽球隊米蘭阿瑪尼俱樂部。他也代表意大利國家籃球隊參賽。